# Sárközy Zoltán
Sárközy Zoltán (Nyíregyháza, 1934. november 23. – 2019. október 22.) Jászai Mari-díjas magyar színművész, a debreceni Csokonai Színház örökös tagja.

## Életpályája
1950-ben miniszteri korengedéllyel, Gellért Endre tanácsára, felvették a Színház- és Filmművészeti Főiskolára. 1951-ben a debreceni Csokonai Színházhoz szerződött Téry Árpád hívására, és a főiskolát távoktatás keretében itt fejezte be. 
1951-től a debreceni Csokonai Színház, 1955–56-ban az egri Gárdonyi Géza Színház, 1957–58-ban a kaposvári Csiky Gergely Színház, 1958–59-ben a Békés Megyei Jókai Színház, 1959–60-ban a szolnoki Szigligeti Színház tagja, 1960-ban ismét a debreceni Csokonai Színházhoz szerződött, és azóta is tagja. Ez alatt az 53 év alatt igen sok szerepet játszott, többnyire nagy karakterszerepeket, de szívesen kirándult olykor-olykor a zenés műfaj világába is. Utoljára hetvenöt évesen, a 2009-ben bemutatott Vincent van Gogh című monodrámában lépett színpadra.

## Színházi szerepei
- Jurij Miljutyin: Nyugtalan boldogság (operett) Szenyka
- Katona József: Bánk Bán (Ottó)
- Balassi Bálint: Szép magyar komédia (Silvanus)
- Örkény István: Pisti a vérzivatarban (Pisti)
- Örkény István: Tóték (Őrnagy)
- Kocsis István: Megszámláltatott fák (Ranke őrnagy)
- Szabó Magda: Az a szép fényes nap (Bönge)
- Görög tragédiák (Kreon)
- Dürrenmatt: Az öreg hölgy látogatása (Ill)
- Molnár Ferenc: Játék a kastélyban (Gál)
- Karácsonyi oratórium (Sekrestyés {pap})
- Móricz Zsigmond: Rokonok (Kardics Soma, a Nagytakarék vezérigazgatója)
- Németh László: Széchenyi
- Teleki László: A Kegyenc
- Szilágyi László-Zerkovitz Béla: Csókos asszony (Báró Tarpataky)
- William Shakespeare: Othello, a velencei mór (Doge)
- Szabó Magda: Kiálts, város! (Jorjosz Sztavriász)
- Patrick Süskind: A nagybőgő
- Agatha Christie: Egérfogó (Metcalf őrnagy)
- Jean Racine: Phaedra
- William Shakespeare: Lear király (Gloucester grófja)
- Móricz Zsigmond: Légy jó mindhalálig (Öreg professzor)
- Kiss Csaba: Kun László (Kézai Simon)
- Kocsis István: Vincent van Gogh (Vincent van Gogh)[4]

## Filmszerepei
- 1972 : Jelenidő (Szemanek igazgató)
- 1972 : Bors (televíziós sorozat) (Ujjé a ligetben epizód)
- 1973 : III. Richárd (tévéfilm) (Lord Grey)
- 1974 : Méz a kés hegyén (tévéfilm)
- 1976 : II. Richárd (tévéfilm) (Lord Willaughby)
- 1977 : A bosszú (tévéfilm) (Szimonov)
- 1977 : Riasztólövés
- 1978 : A Danton-ügy (tévéfilm)
- 1979 : Angliai II. Edward élete (tévéfilm) (Rice ap Howel)
- 1980 : Az áldozat (a gyilkos)
- 1981 : Századunk (televíziós sorozat) (Végjáték a Duna mentén 4. - Eichmann Budapesten epizód) (Endre)
- 1983 : A Mi Ügyünk, avagy az utolsó hazai maffia hiteles története (tévéfilm) (Pléh Vince)
- 1983 : Fekete császár (tévéfilm) (Jones)
- 1983 : Hosszú vágta (Strauss)
- 1983 : Mint oldott kéve (televíziós sorozat) (inas)
- 1985 : Ikrek bosszúja (tévéfilm) (Rockie)
- 1985 : Világítóhajó (tévéfilm)
- 1986 : A falu jegyzője (tévéfilm) (Czifra)
- 1987 : Nyolc évszak (televíziós minisorozat) (#1.6 epizód) (nyomozó)
- 1988 : Peer Gynt (tévéfilm)
- 1989 : Labdaálmok (tévéfilm)
- 1990 : A halálraítélt
- 1990 : Egy államférfi vallomásai (tévéfilm)
- 1990 : Tutajosok
- 1994 : Devictus Vincit (tévéfilm) (Gyula bácsi)
- 2000 : Kisváros (televíziós sorozat) (Gazdátlan veszedelem 1-2. epizódok)
- 2007 : Liberté '56 (Pap)

## Díjai
- Jászai Mari-díj (1976)
- Csokonai-díj (1977)
- Érdemes művész (1984)
- Magyar Köztársasági Arany Érdemkereszt (1994)